# Tiểu sử chàng Nokdu
Tiểu sử chàng Nokdu (tiếng Hàn: 조선로코 녹두전; Romaja: Joseolloko Nokdujeon) là bộ phim truyền hình Hàn Quốc dựa trên webtoon của Hye Jin-yang được phát hành trên Naver với sự tham gia của các diễn viên Jang Dong-yoon, Kim So-hyun và Kang Tae-oh. Bộ phim được phát sóng vào ngày 30 tháng 9 năm 2019 và kết thúc vào ngày 25 tháng 11 năm 2019.

## Nội dung
Tiểu sử chàng Nokdu là bộ phim kể về anh chàng Nok Du (Jang Dong-yoon), một nam nhân sống trên đảo hoang và muốn tìm ra thân phận của chính mình nên cải trang thành phụ nữ rồi bất ngờ lạc vào ngôi làng của các Quả Phụ. Tại đây, anh gặp Dong Dong Joo (Kim So-hyun), một người đang học để trở thành kỹ nữ. Dong Joo tình cờ biết được Nok Du không phải nữ giới nhưng cô vẫn chấp nhận trở thành con nuôi của Nok Du để giúp anh thoát khỏi sự nguy hiểm trong ngôi làng.
Mang trong mình những bí mật riêng, chuyện tình lãng mạn có một không hai giữa chàng trai giả gái và cô gái kỹ nữ tập sự hứa hẹn đem đến nhiều tình tiết cảm động xen lẫn những tiếng cười cho khán giả.

## Diễn viên

### Vai chính
- Jang Dong-yoon vai Jeon Nok Du
  - Jeon Jin-seo vai Jeon Nok Du lúc nhỏ

Một nam nhân thông minh và là bậc thầy về võ thuật. Nok Du vô tình biết được một bí mật chết người và một loạt các sự kiện khiến chàng phải cải trang thành nữ nhân, ở ẩn trong ngôi làng góa phụ.
- Kim So-hyun vai Dong Dong Joo
  - Cho Ye-lin vai Dong Dong Joo lúc nhỏ

Một nữ nhân đang được đào tạo để trở thành kỹ nữ. Cô gái này vụng về và tính khí nóng nảy, không có khiếu cảm thụ âm nhạc hay nhịp điệu, thế nhưng lại có khả năng làm bất kỳ điều gì (tự làm đồ, nấu ăn, trang điểm) khi có trong tay công cụ, thậm chi được ví von là "Jang Young Sil" (một nhà phát minh lừng lẫy thời Joseon) của ngôi làng. Một nữ nhân không ngần ngại bộc bạch những suy nghĩ của bản thân, nhưng sâu bên trong lại luôn che đi một bí mật không thể chia sẻ với ai. Và cuộc sống của cô hoàn toàn đảo lộn khi Nok Du xuất hiện.
- Kang Tae-oh vai Cha Yul Mu

Một chàng trai nấu ăn hàng đầu Joseon. Mặc dù chàng là một công tử đào hoa với lối sống phóng khoáng, những món ăn chàng nấu đều có hương vị rất đặc biệt. Dẫu được rất nhiều cô gái yêu mến, chàng chỉ nhìn về phía Dong Joo (Kim So-hyun) mà thôi.

### Vai phụ
- Jung Joon-ho vai vua Gwanghae[6]
- Kim Tae-woo vai Heo Yoon: Bạn thân và là cố vấn cho Hoàng đế Gwanghae.[7]
- Lee Seung-joon vai Jeong Yoon-jeo: Cha của Nok Du và Hwang-tae.[8]
- Cho Soo-hyang vai Kim Sook: Một góa phụ có kỹ năng kiếm thuật ấn tượng.[9]
- Song Geon-hee vai Jeon Hwang-tae: Anh trai của Nok Du.[10]
- Park Min-jung vai Hoàng hậu Inmok[11]
- Ko Gun-han vai Yeon-geun: Một người đàn ông giàu có quản lý làng góa phụ, có móc nối với Nok Du.[12][13]
- Lee Joo-bin vai Mae Hwa-soo: Một kỹ nữ nổi tiếng với tài năng nhảy múa của mình.[14]
- Oh Ha-nee vai Jung Jun-ho[15]
- Yoon Yoo-sun vai Cheon Hae-soo: Là người đứng đầu bảo vệ các kỹ nữ và góa phụ của làng.[16]
- Lee Moon-sik vai Hwang Jang-gun
- Cho Soo-hyang vai Jeong Sook: Thành viên của nhóm chiến binh bí mật - Muwoldan.[17]
- Song Chae-yoon vai Min Do-rae[18]
- Han Ga-rim vai Yeon Hoon[19]
- Hwang In-yeop vai Dan-ho

## Nhạc phim

### Phần 1
| Phát hành vào ngày 1 tháng 10 năm 2019 | Phát hành vào ngày 1 tháng 10 năm 2019 | Phát hành vào ngày 1 tháng 10 năm 2019 | Phát hành vào ngày 1 tháng 10 năm 2019 | Phát hành vào ngày 1 tháng 10 năm 2019 | Phát hành vào ngày 1 tháng 10 năm 2019 |
| STT                                    | Nhan đề                                | Phổ lời                                | Phổ nhạc                               | Nghệ sĩ                                | Thời lượng                             |
| -------------------------------------- | -------------------------------------- | -------------------------------------- | -------------------------------------- | -------------------------------------- | -------------------------------------- |
| 1.                                     | "Baby Only You"                        | Park Beom-geun                         | Park Beom-geun                         | NCT U (Doyoung, Mark)                  | 3:17                                   |
| 2.                                     | "Baby Only You" (Inst.)                |                                        | Park Beom-geun                         |                                        | 3:17                                   |
| Tổng thời lượng:                       | Tổng thời lượng:                       | Tổng thời lượng:                       | Tổng thời lượng:                       | Tổng thời lượng:                       | 6:34                                   |

### Phần 2
| Released on 8 tháng 10 năm 2019 | Released on 8 tháng 10 năm 2019     | Released on 8 tháng 10 năm 2019 | Released on 8 tháng 10 năm 2019 | Released on 8 tháng 10 năm 2019 | Released on 8 tháng 10 năm 2019 |
| STT                             | Nhan đề                             | Phổ lời                         | Phổ nhạc                        | Nghệ sĩ                         | Thời lượng                      |
| ------------------------------- | ----------------------------------- | ------------------------------- | ------------------------------- | ------------------------------- | ------------------------------- |
| 1.                              | "I'll Be The Light" (빛이 되어줄게) | Honey Jar                       | Honey Jar                       | Younha                          | 4:11                            |
| 2.                              | "I'll Be The Light" (Inst.)         |                                 | Honey Jar                       |                                 | 4:11                            |
| Tổng thời lượng:                | Tổng thời lượng:                    | Tổng thời lượng:                | Tổng thời lượng:                | Tổng thời lượng:                | 8:22                            |

### Phần 3
| Released on 15 tháng 10 năm 2019 | Released on 15 tháng 10 năm 2019 | Released on 15 tháng 10 năm 2019   | Released on 15 tháng 10 năm 2019   | Released on 15 tháng 10 năm 2019 | Released on 15 tháng 10 năm 2019 |
| STT                              | Nhan đề                          | Phổ lời                            | Phổ nhạc                           | Nghệ sĩ                          | Thời lượng                       |
| -------------------------------- | -------------------------------- | ---------------------------------- | ---------------------------------- | -------------------------------- | -------------------------------- |
| 1.                               | "Miracle"                        | Zigzag Note, Moon Sang Seon, moonc | Zigzag Note, Moon Sang Seon, moonc | Woozi (Seventeen)                | 3:39                             |
| 2.                               | "Miracle" (Inst.)                |                                    |                                    |                                  | 3:39                             |
| Tổng thời lượng:                 | Tổng thời lượng:                 | Tổng thời lượng:                   | Tổng thời lượng:                   | Tổng thời lượng:                 | 7:18                             |

### Phần 4
| Released on 21 tháng 10 năm 2019 | Released on 21 tháng 10 năm 2019         | Released on 21 tháng 10 năm 2019 | Released on 21 tháng 10 năm 2019 | Released on 21 tháng 10 năm 2019 | Released on 21 tháng 10 năm 2019 |
| STT                              | Nhan đề                                  | Phổ lời                          | Phổ nhạc                         | Nghệ sĩ                          | Thời lượng                       |
| -------------------------------- | ---------------------------------------- | -------------------------------- | -------------------------------- | -------------------------------- | -------------------------------- |
| 1.                               | "Most Beautiful Days" (가장 완벽한 날들) | Yang Jae-seon, Gaemi             | Gaemi                            | Gummy                            | 4:45                             |
| 2.                               | "Most Beautiful Days" (Inst.)            |                                  | Gaemi                            |                                  | 4:45                             |
| Tổng thời lượng:                 | Tổng thời lượng:                         | Tổng thời lượng:                 | Tổng thời lượng:                 | Tổng thời lượng:                 | 9:30                             |

### Phần 5
| Released on 22 tháng 10 năm 2019 | Released on 22 tháng 10 năm 2019                   | Released on 22 tháng 10 năm 2019 | Released on 22 tháng 10 năm 2019 | Released on 22 tháng 10 năm 2019 | Released on 22 tháng 10 năm 2019 |
| STT                              | Nhan đề                                            | Phổ lời                          | Phổ nhạc                         | Nghệ sĩ                          | Thời lượng                       |
| -------------------------------- | -------------------------------------------------- | -------------------------------- | -------------------------------- | -------------------------------- | -------------------------------- |
| 1.                               | "Going Round And Round Inside Me" (내 안에 맴돌아) | Heo Sung-jin, Gaemi              | Kim Se-jin                       | Sandeul (B1A4)                   |                                  |
| 2.                               | "Going Round And Round Inside Me" (Inst.)          |                                  | Kim Se-jin                       |                                  |                                  |

### Part 6
| Released on 29 tháng 10 năm 2019 | Released on 29 tháng 10 năm 2019 | Released on 29 tháng 10 năm 2019 | Released on 29 tháng 10 năm 2019 | Released on 29 tháng 10 năm 2019 | Released on 29 tháng 10 năm 2019 |
| STT                              | Nhan đề                          | Phổ lời                          | Phổ nhạc                         | Nghệ sỹ                          | Thời lượng                       |
| -------------------------------- | -------------------------------- | -------------------------------- | -------------------------------- | -------------------------------- | -------------------------------- |
| 1.                               | "It Hurts" (아프고 아파서)       | Jin Hyo-jeong                    | Jin Hyo-jeong, Ecobridge         | Min Seo                          | 3:34                             |
| 2.                               | "It Hurts" (Inst.)               |                                  | Jin Hyo-jeong, Ecobridge         |                                  | 3:34                             |
| Tổng thời lượng:                 | Tổng thời lượng:                 | Tổng thời lượng:                 | Tổng thời lượng:                 | Tổng thời lượng:                 | 7:08                             |

### Phần 7
| Released on 5 tháng 11 năm 2019 | Released on 5 tháng 11 năm 2019 | Released on 5 tháng 11 năm 2019 | Released on 5 tháng 11 năm 2019 | Released on 5 tháng 11 năm 2019 | Released on 5 tháng 11 năm 2019 |
| STT                             | Nhan đề                         | Phổ lời                         | Phổ nhạc                        | Nghệ sỹ                         | Thời lượng                      |
| ------------------------------- | ------------------------------- | ------------------------------- | ------------------------------- | ------------------------------- | ------------------------------- |
| 1.                              | "Scar" (흉터)                   | GA EUN                          | Gaemi                           | Kim Yeon-ji                     | 4:01                            |
| 2.                              | "Scar" (Inst.)                  |                                 | Gaemi                           |                                 | 4:01                            |
| Tổng thời lượng:                | Tổng thời lượng:                | Tổng thời lượng:                | Tổng thời lượng:                | Tổng thời lượng:                | 8:02                            |

### Phần 8
| Released on 9 tháng 11 năm 2019 | Released on 9 tháng 11 năm 2019 | Released on 9 tháng 11 năm 2019 | Released on 9 tháng 11 năm 2019 | Released on 9 tháng 11 năm 2019 | Released on 9 tháng 11 năm 2019 |
| STT                             | Nhan đề                         | Phổ lời                         | Phổ nhạc                        | Nghệ sỹ                         | Thời lượng                      |
| ------------------------------- | ------------------------------- | ------------------------------- | ------------------------------- | ------------------------------- | ------------------------------- |
| 1.                              | "Your Warmth" (너의 온기)       | Kim Seong-yeon                  | Jin Min-ho                      | Huh Gak                         | 4:04                            |
| 2.                              | "Your Warmth" (Inst.)           |                                 | Jin Min-ho                      |                                 | 4:04                            |
| Tổng thời lượng:                | Tổng thời lượng:                | Tổng thời lượng:                | Tổng thời lượng:                | Tổng thời lượng:                | 8:08                            |

### Phần 9
| Released on 11 tháng 11 năm 2019 | Released on 11 tháng 11 năm 2019                | Released on 11 tháng 11 năm 2019 | Released on 11 tháng 11 năm 2019 | Released on 11 tháng 11 năm 2019 | Released on 11 tháng 11 năm 2019 |
| STT                              | Nhan đề                                         | Phổ lời                          | Phổ nhạc                         | Nghệ sỹ                          | Thời lượng                       |
| -------------------------------- | ----------------------------------------------- | -------------------------------- | -------------------------------- | -------------------------------- | -------------------------------- |
| 1.                               | "Sunshine Wind Starlight" (햇살 바람 별빛 그대) | Lee Da-hee                       | Lee Da-hee                       | Park Jae Jung                    | 4:01                             |
| 2.                               | "Sunshine Wind Starlight" (Inst.)               |                                  | Lee Da-hee                       |                                  | 4:01                             |
| Tổng thời lượng:                 | Tổng thời lượng:                                | Tổng thời lượng:                 | Tổng thời lượng:                 | Tổng thời lượng:                 | 8:02                             |

### Phần 10
| Released on 11 tháng 11 năm 2019 | Released on 11 tháng 11 năm 2019                  | Released on 11 tháng 11 năm 2019 | Released on 11 tháng 11 năm 2019 | Released on 11 tháng 11 năm 2019 | Released on 11 tháng 11 năm 2019 |
| STT                              | Nhan đề                                           | Phổ lời                          | Phổ nhạc                         | Nghệ sỹ                          | Thời lượng                       |
| -------------------------------- | ------------------------------------------------- | -------------------------------- | -------------------------------- | -------------------------------- | -------------------------------- |
| 1.                               | "The Never Ending Melody" (끝나지 않은 이 멜로디) | Rael, Naomi                      | 개미, Ra.L                       | Kim Na-yeon                      | 3:26                             |
| 2.                               | "The Never Ending Melody" (Inst.)                 |                                  | 개미, Ra.L                       |                                  | 3:26                             |
| Tổng thời lượng:                 | Tổng thời lượng:                                  | Tổng thời lượng:                 | Tổng thời lượng:                 | Tổng thời lượng:                 | 6:52                             |

## Tỉ lệ người xem
Trong bảng dưới, hạng bên dưới được lấy từ phần trăm người xem tại Hàn Quốc, các con số màu xanh đại diện cho chỉ số xếp hạng thấp nhất và con số màu đỏ đại diện chỉ số xếp hạng cao nhất.
| Tập            | Ngày lên sóng        | Tỉ lệ người xem trung bình | Tỉ lệ người xem trung bình | Tỉ lệ người xem trung bình | Tỉ lệ người xem trung bình |
| Tập            | Ngày lên sóng        | TNmS Ratings               | AGB Nielsen                | AGB Nielsen                |                            |
| Tập            | Ngày lên sóng        | Cả nước                    | Cả nước                    | Vùng thủ đô Seoul          |                            |
| Tập chính thức | Tập chính thức       | Tập chính thức             | Tập chính thức             | Tập chính thức             | Tập chính thức             |
| -------------- | -------------------- | -------------------------- | -------------------------- | -------------------------- | -------------------------- |
| 1              | 30 tháng 9 năm 2019  | 6.2%                       | 5.6%                       | 5.0%                       |                            |
| 2              | 30 tháng 9 năm 2019  | 8.0%                       | 7.1%                       | 6.3%                       |                            |
| 3              | 1 tháng 10 năm 2019  | 6.1%                       | 6.5%                       | 6.4%                       |                            |
| 4              | 1 tháng 10 năm 2019  | 7.3%                       | 8.3%                       | 8.2%                       |                            |
| 5              | 7 tháng 10 năm 2019  | 5.8%                       | 5.4%                       | 5.3%                       |                            |
| 6              | 7 tháng 10 năm 2019  | 7.3%                       | 7.1%                       | 6.9%                       |                            |
| 7              | 8 tháng 10 năm 2019  | 5.0%                       | 5.8%                       | 5.5%                       |                            |
| 8              | 8 tháng 10 năm 2019  | 6.3%                       | 6.7%                       | 6.5%                       |                            |
| 9              | 15 tháng 10 năm 2019 | —                          | 5.0%                       | —                          |                            |
| 10             | 15 tháng 10 năm 2019 | 5.4%                       | 6.6%                       | 6.5%                       |                            |
| 11             | 21 tháng 10 năm 2019 | —                          | 4.3%                       | —                          |                            |
| 12             | 21 tháng 10 năm 2019 | 5.5%                       | 5.9%                       | 5.6%                       |                            |
| 13             | 22 tháng 10 năm 2019 | 5.7%                       | 6.0%                       | 6.1%                       |                            |
| 14             | 22 tháng 10 năm 2019 | —                          | 6.2%                       | 6.3%                       |                            |
| 15             | 28 tháng 10 năm 2019 | 4.7%                       | 4.9%                       | —                          |                            |
| 16             | 28 tháng 10 năm 2019 | 5.9%                       | 7.3%                       | 6.9%                       |                            |
| 17             | 29 tháng 10 năm 2019 | —                          | 6.0%                       | 5.7%                       |                            |
| 18             | 29 tháng 10 năm 2019 | 6.3%                       | 7.4%                       | 7.4%                       |                            |
| 19             | 4 tháng 11 năm 2019  | —                          | 4.6%                       | —                          |                            |
| 20             | 4 tháng 11 năm 2019  | 6.2%                       | 6.4%                       | 6.3%                       |                            |
| 21             | 5 tháng 11 năm 2019  | —                          | 4.7%                       | —                          |                            |
| 22             | 5 tháng 11 năm 2019  | 5.5%                       | 6.2%                       | 6.0%                       |                            |
| 23             | 11 tháng 11 năm 2019 | 5.5%                       | 5.1%                       | 5.1%                       |                            |
| 24             | 11 tháng 11 năm 2019 | 6.4%                       | 6.9%                       | 7.0%                       |                            |
| 25             | 12 tháng 11 năm 2019 | 5.7%                       | 5.4%                       | 5.2%                       |                            |
| 26             | 12 tháng 11 năm 2019 | 7.0%                       | 7.7%                       | 7.4%                       |                            |
| 27             | 18 tháng 11 năm 2019 | —                          | 5.6%                       | 5.9%                       |                            |
| 28             | 18 tháng 11 năm 2019 | 6.3%                       | 6.5%                       | 6.5%                       |                            |
| 29             | 19 tháng 11 năm 2019 | 5.9%                       | 6.3%                       | 6.2%                       |                            |
| 30             | 19 tháng 11 năm 2019 | 6.9%                       | 7.8%                       | 8.0%                       |                            |
| 31             | 25 tháng 11 năm 2019 | —                          | 6.0%                       | —                          |                            |
| 32             | 25 tháng 11 năm 2019 | 6.5%                       | 7.3%                       | 6.4%                       |                            |
| Average        | Average              |                            | 6.2%                       |                            |                            |

## Tham thảo
1. ↑  "Kim So-hyun's 2019 Profile B-cuts". HanCinema. Top Star News. Truy cập ngày 27 tháng 7 năm 2019.
2. ↑  "장동윤과 김소현, '조선로코 녹두전'". Naver (bằng tiếng Hàn). KBS Media. Truy cập ngày 27 tháng 7 năm 2019.
3. ↑  "지상파·케이블·종편까지...판 커지는 한국 OTT 시장" (bằng tiếng Hàn). Interview365. ngày 18 tháng 9 năm 2019.
4. ↑  "김소현, 차기작은 드라마 '녹두전'...제작진 "신의 한수 캐스팅" [공식]". Naver (bằng tiếng Hàn). My Daily. Truy cập ngày 27 tháng 7 năm 2019.
5. ↑  "강태오, '조선로코-녹두전' 합류...김소현·장동윤과 호흡 [공식]". Naver (bằng tiếng Hàn). Xports News. Truy cập ngày 27 tháng 7 năm 2019.
6. ↑  "Jung Joon-ho Confirms Role in "Joseon Rom-Com Mung Bean Chronicles"". HanCinema. Newsen. Truy cập ngày 27 tháng 7 năm 2019.
7. ↑  "Kim Tae-woo Joins "Joseon Rom-Com Mung Bean Chronicles"". HanCinema. News1 Korea. Truy cập ngày 27 tháng 7 năm 2019.
8. ↑  "'미스터션샤인' 이승준, 장동윤·송건희 아버지 된다...사극 '녹두전' 합류 [공식]" (bằng tiếng Hàn). TvReport. ngày 10 tháng 6 năm 2019. Truy cập ngày 26 tháng 8 năm 2019.
9. ↑  "Jo Soo-hyang to Star in "Joseon Rom-Com Mung Bean Chronicles"". HanCinema. The Fact. Truy cập ngày 27 tháng 7 năm 2019.
10. ↑  "송건희, 'SKY캐슬'→'녹두전' 출연..김소현과 호흡(공식)". Naver (bằng tiếng Hàn). Star News. Truy cập ngày 27 tháng 7 năm 2019.
11. ↑  "[공식] 박민정, '조선로코-녹두전' 중전 役 캐스팅..정준호-장동윤과 호흡" (bằng tiếng Hàn). Sedaily. ngày 27 tháng 6 năm 2019. Truy cập ngày 26 tháng 8 năm 2019.
12. ↑  "'조장풍' 김민규, 차기작 '녹두전' 결정 "사극 첫 도전"" (bằng tiếng Hàn). JoyNews24. ngày 10 tháng 6 năm 2019. Truy cập ngày 26 tháng 8 năm 2019.
13. ↑  "'조장풍' 김민규, '조선로코 녹두전'부터 활동명 '고건한'으로 변경" (bằng tiếng Hàn). The Celev. ngày 17 tháng 6 năm 2019. Bản gốc lưu trữ ngày 19 tháng 8 năm 2022. Truy cập ngày 26 tháng 8 năm 2019.
14. ↑  "이주빈, KBS2 '조선로코-녹두전' 출연...김소현 절친으로 등장" (bằng tiếng Hàn). WowTv. ngày 31 tháng 7 năm 2019. Truy cập ngày 26 tháng 8 năm 2019.
15. ↑  "오하늬, 드라마 '녹두전' 캐스팅... 인목대비 연기" (bằng tiếng Hàn). MoneyS. ngày 20 tháng 6 năm 2019. Truy cập ngày 26 tháng 8 năm 2019.
16. ↑  "故전미선→윤유선 합류...'조선로코 녹두전', 드림팀 완성했다" (bằng tiếng Hàn). MyDaily. ngày 6 tháng 8 năm 2019. Truy cập ngày 26 tháng 8 năm 2019.
17. ↑  "양소민, '조선로코-녹두전' 무월단 마지막 멤버 합류" (bằng tiếng Hàn). SportsSeoul. ngày 6 tháng 6 năm 2019. Truy cập ngày 26 tháng 8 năm 2019.
18. ↑  "송채윤, KBS '녹두전' 출연...장동윤 뒤쫓는 미스터리한 인물[공식]" (bằng tiếng Hàn). SportsSeoul. ngày 31 tháng 5 năm 2019. Bản gốc lưu trữ ngày 26 tháng 8 năm 2019. Truy cập ngày 3 tháng 10 năm 2019.
19. ↑  "한가림, '조선로코-녹두전' 출연...액션 연기 도전" (bằng tiếng Hàn). MBN Star. ngày 30 tháng 5 năm 2019. Truy cập ngày 26 tháng 8 năm 2019.
20. ↑  "TNMS Daily Ratings: this links to current day-select the date from drop down menu". TNMS Ratings (bằng tiếng Triều Tiên). Truy cập ngày 20 tháng 6 năm 2016.{{Chú thích web}}:  Quản lý CS1: ngôn ngữ không rõ (liên kết)
21. ↑  "AGB Daily Ratings: this links to current day-select the date from drop down menu". AGB Nielsen Media Research (bằng tiếng Triều Tiên). Truy cập ngày 20 tháng 6 năm 2016.{{Chú thích web}}:  Quản lý CS1: ngôn ngữ không rõ (liên kết)